# Lentvora
Lentvora – wieś (obec) na Słowacji położona w kraju bańskobystrzyckim, w powiecie Łuczeniec. Pierwsze wzmianki o miejscowości pochodzą z roku 1446. 
Według danych z dnia 31 grudnia 2012, wieś zamieszkiwały 94 osoby, w tym 43 kobiety i 51 mężczyzn.
W 2001 roku pod względem narodowości i przynależności etnicznej 82,11% mieszkańców stanowili Słowacy, a 3,16% Romowie.
Ze względu na wyznawaną religię struktura mieszkańców kształtowała się w 2001 roku następująco:
- Katolicy rzymscy – 55,79%
- Ewangelicy – 18,95%
- Ateiści – 6,32%
- Nie podano – 18,95%